# Giorgia Würth

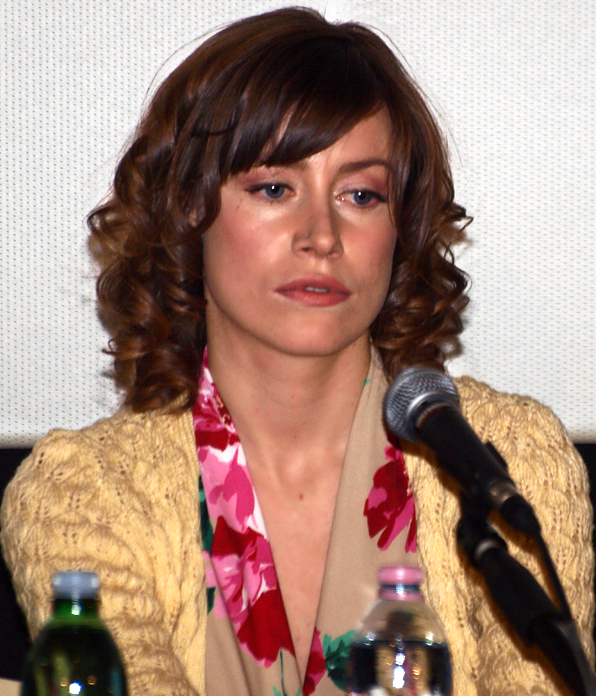
Giorgia Würth (2012)

Giorgia Würth (* 5. Juni 1979 in Genua, Italien) ist eine italo-schweizerische Schauspielerin, Fernsehmoderatorin und Schriftstellerin.

## Leben
Giorgia Würth wurde als Tochter einer italienischen Ärztin und eines schweizerischen Ökonomen, Versicherungs- und Immobilien-Fachmanns in der ligurischen Hauptstadt Genua geboren. Sie wuchs in Mailand auf und studierte Kommunikationswissenschaften. Parallel dazu besuchte sie immer wieder Kurse in Gesang und Schauspiel. 1998 begann sie ihre Fernsehkarriere als Moderatorin auf dem Disney Channel. Von 2003 bis 2008 moderierte sie auf dem italienischen Fernsehsender Rai 3. In diese Zeit fiel auch ihr Schauspieldebüt auf der Leinwand. Nachdem sie 2006 in dem Kurzfilm No smoking company debütierte, spielte sie 2007 in sechs unterschiedlichen Produktionen mit, darunter auch an der Seite von Marcella Braga und Maurizio Zuppa in dem Science-Fiction-Film Dark Resurrection. Für ihre Rolle in dem Drama Sinestesia – Die Kurve des Zufalls wurde sie 2010 für den Schweizer Filmpreis als Beste Nachwuchsdarstellerin nominiert. Sie arbeitet im Moment als Moderatorin beim Tessiner Radio.
Georgia Wuerth ist Mutter von 2 jungen Zwillingen.

## Filmografie (Auswahl)
- 2006: No smoking company
- 2007: Dark Resurrection
- 2009: Ex
- 2010: Kusswechsel 2 – Gegensätze ziehen sich aus (Maschi contro femmine)
- 2010: Sinestesia – Die Kurve des Zufalls (Sinestesia)
- 2011: Kusswechsel – Kein Vorspiel ohne Nachspiel (Femmine contro maschi)
- 2014: Oro verde

## Veröffentlichungen
- Tutta da rifare. Fazi, Roma 2010, ISBN 978-88-7625-069-9.
- L'accarezzatrice. Mondadori, Milano 2014, ISBN 978-88-04-63839-1.